# Садихджан
Садихджан (азерб. Sadıqcan, справжнє ім'я Садихов Мірза Асад-огли, азерб. Sadıq Mirzə Əsəd oğlu; 1846, Шуша—1902, там само) — азербайджанський народний музикант, тарист, творець азербайджанського (також званого оновленим) тара.
Садихджан є одним з відомих азербайджанських виконавців на тарі. Удосконаливши тар, Садихджан розширив можливості віртуозної гри на цьому інструменті. Він збільшив число струн з 5 до 13, змінив корпус інструмента, а також повністю змінив систему ладків на шийці тара, зменшивши їх кількість з 27-28 до 22. 
Садыхджан вніс значні нововведення й у азербайджанський мугам, удосконаливши мугами «Сеґях» і «Мірза Гусейн Сеґях», і, поліпшивши мугам «Махур». Поява ж в азербайджанській музиці мугамів «Махур-хінді», «Орта Махур», «Забул Сеґях», «Харидж Сеґях», «Мірза Гусейн Сеґях», «Єтім Сеґях», «Чобан Баяті» пов'язана з творчістю Садихджана і азербайджанським таром. 
У 90-х роках XIX століття під керівництвом Садихджана в Шуші створено ансамбль, до складу якого входили відомі співаки та музиканти того часу. Серед учнів тариста були такі відомі музиканти, як Гурбан Піримов, Мешаді Зейнал, Арсен Ярамишев, Марді Джанібеков, Гамід Малибейлі, Татевос Артюнян,Мешаді Джаміль Аміров, Ширін Ахундов та ін.

## Життєпис

### Дитинство і юність
Народився в родині сторожа в місті Шуша, згідно з більшістю джерел, 1846 року (за іншими даними — 1842). Будинок, у якому народився музикант, був одноповерховим і складався з двох кімнат. Пізніше, набувши популярності, Мірза Садихов побудував на одній з кращих вулиць Шуші триповерховий будинок і сам протягом кількох днів як робітник брав участь у його будівництві.

З дитинства Садихов виявляв великий інтерес до мистецтва, прекрасно співав народні пісні. Його батько Асадулла відвів його в школу відомого музикознавця Харрат Гулу. Після перевірки голосу Садихова туди прийняли. Випускниками цієї школи, крім Садихджана, були найвідоміші виконавці мугаму Шуші — Гаджі Гусі, Мешаді Ісі, Делі Ісмаїл, Шахназ Аббас, Бюльбюльджан, Кештазли Гашим, Кечачіогли Мухаммед, Джаббар Кар'ягдиогли. Ця школа мала великий вплив на формування Садиха як музиканта. У віці 18 років Садихджан втратив голос, після чого навчався грі на різних музичних інструментах, таких як каманче, сопілка, най, тар. Грі на тарі його навчав відомий шушинський тарист Мірза Алі Аскер, який під враженням від його гри говорив:
|  | Я б хотів, щоб моє багатство опинилось у Садиха, а його пальці у мене. |

В ансамблі Мірзи Алі Аскера Мірза Садихов був каманчистом. Але одного разу, коли Мірза Алі Аскер захворів, Садихджан, замінивши його як тарист, зумів продемонструвати свої можливості в грі на цьому інструменті. Натхненний успіхом, Садихджан повністю присвятив себе тару і відтоді постійно відточував свою майстерність.

### Успіх

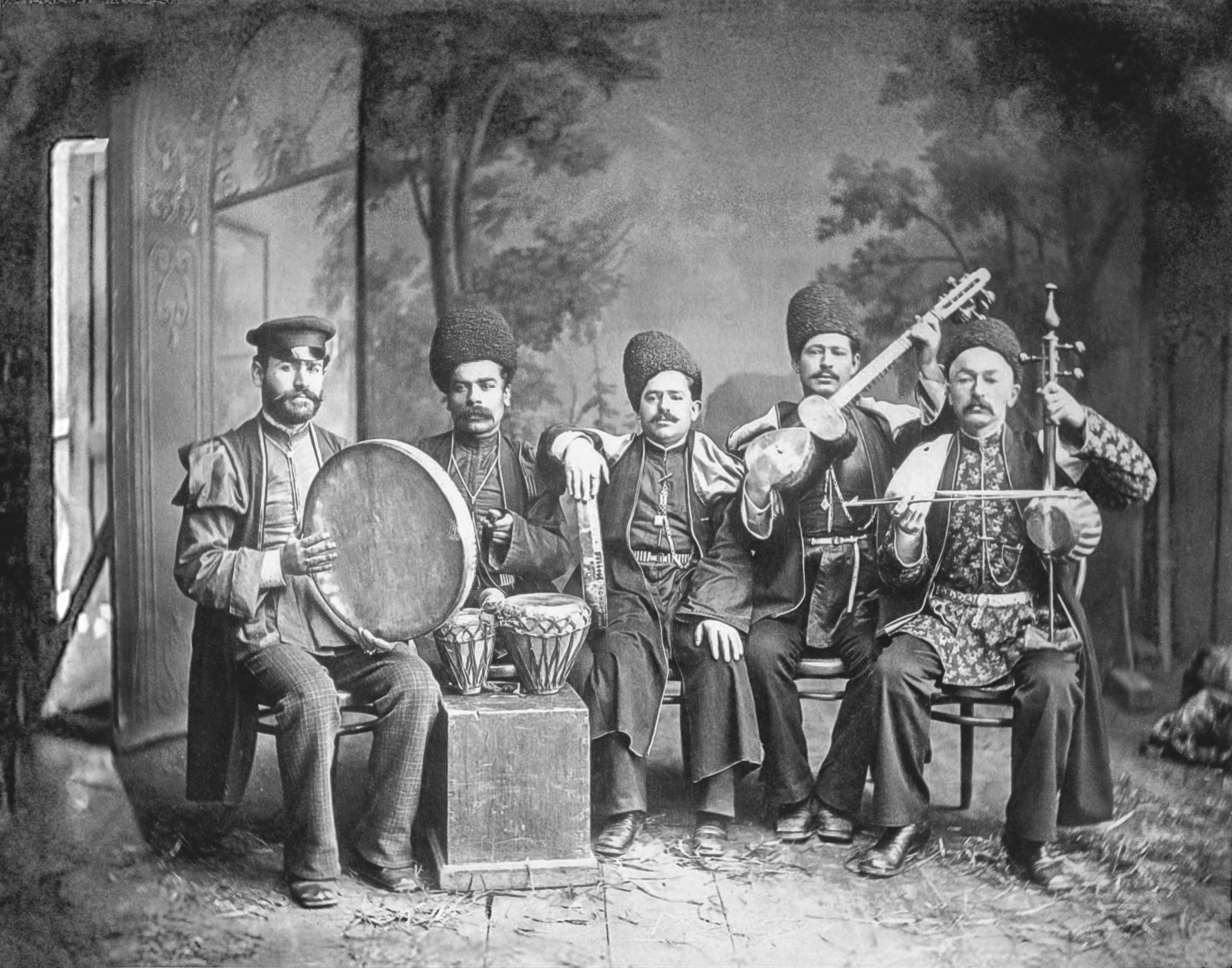
Ансамбль Садихджана. Справа наліво: каманчист Ата Багдагюлогли, Садихджан, Бюльбюльджан (з дефом), нагарист Гусейнбала, Валт Кікіалішвілі. Тифліс. 1878 рік

До початку XIX століття Шуша була одним з центрів культури. Сюди з'їжджалися поети, драматурги, відомі музиканти і артисти зі всього Закавказзя, ставилися театральні вистави і проводилися музичні меджліси (зібрання). Меджліси, що проводилися в Шуші, були найвідомішими в Азербайджані і відіграли велику роль у визнанні Садихджана як тариста. Серед цих меджлісів були організовані Мір Мохсун Наввабом «Меджлісі-Фарамушан» («зібрання забутих») і «Меджлісі-хананде» («товариство музикантів») і меджліси, влаштовувані Хуршидбану Натаван, на яких демонстрували своє мистецтво співаки і музиканти, обговорювали проблеми теорії музики, виконували твори поетів, а також організовували конкурси. Садихов брав участь у таких меджлісах, завдяки чому його ім'я стало відомим і в сусідніх країнах.
Прекрасне виконання Садихджана привернуло увагу і Махмуд-аги з Шамахи. Про це відомо з твору «Карабах-наме» поета і музикознавця Мухаммед-аги Мужтехідзаде, в якому той розповідає, що «Махмуд-ага ширванський, почувши про славу Садихджана, попросив його відвідати Ширван». На запрошення Махмуда-аги Садихджан відвідав Шамаху і взяв участь у музичному зібранні. Якось за Мірза Садихом в Шушу Махмуд-ага послав і Сеїда Азім Ширвані, який присвятив Садихджану один зі своїх мухамасів. Як шанувальник творчості Мірзи Садиха, Махмуд-ага часто запрошував його до себе разом з Гаджі Гусі і навіть подарував йому тар, корпус якого був зроблений із золота. І ось вже музичні зібрання у Махмуд-аги не обходяться без Садихджана. Це дратувало Хуршидбану Натаван, оскільки виконання Садиха було прикрасою влаштовуваних нею «Меджлиси-Унс», а також урочистостей у ханському палаці, які не проходили без його участі. Передбачається, що через нього дочка останнього карабаського хана і Махмуд-ага довго листувалися.

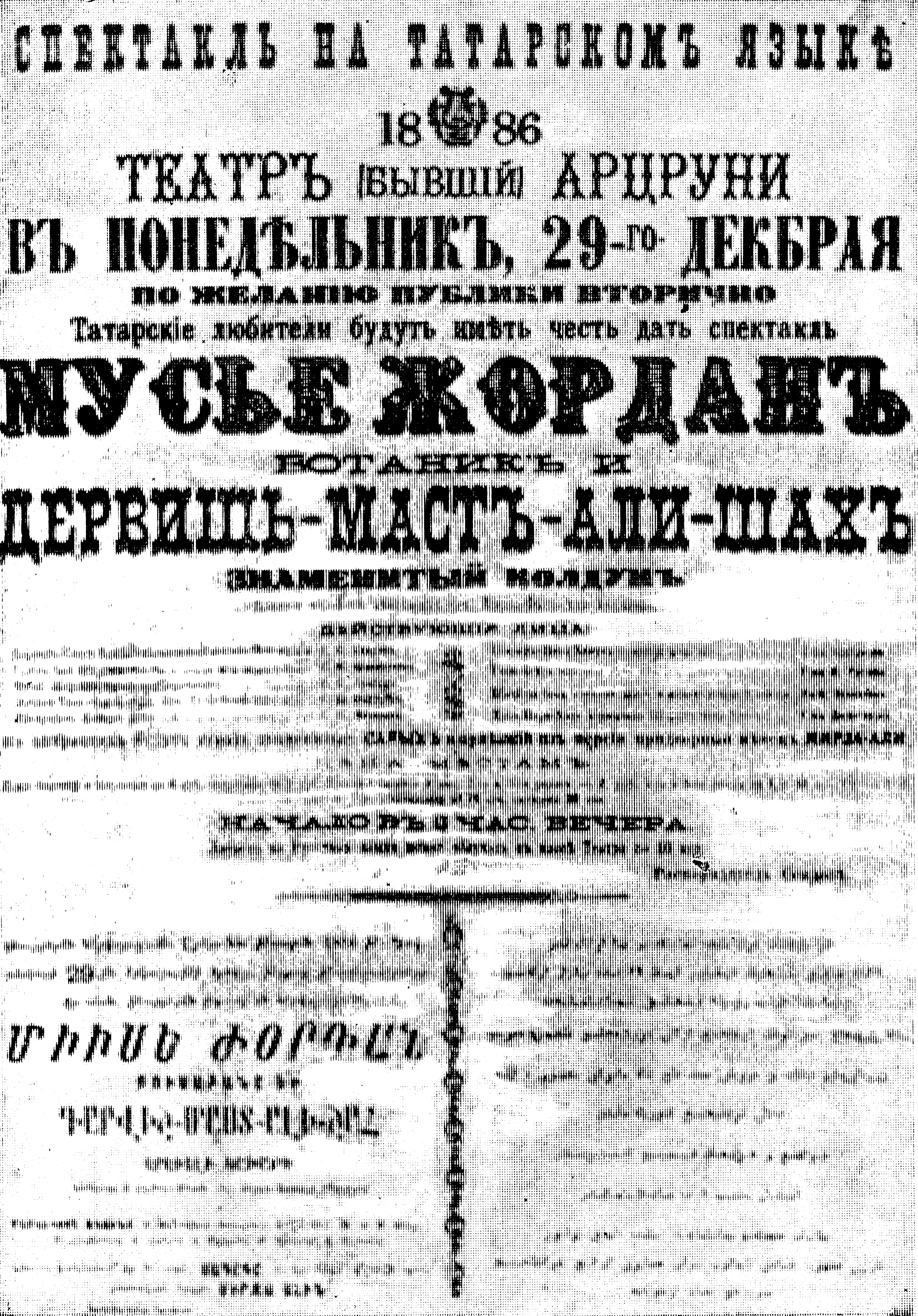
Афіша вистави «Мусьє Жордан — ботанік і дервіш Масталі-Шах» М. Ф. Ахундова в Тифлісі (29 грудня 1886 року) із згадкою, що в антрактах буде грати тарист Садихов

Крім участі в урочистостях і музичних зібраннях, Садихов давав концерти в перервах вистав у Шуші і Тифлісі. Так, 29 грудня 1886 року в приміщенні Тифліського театру «Арцруні» була вистава «Мусьє Жордан — ботанік і дервіш Масталі-Шах» за п'єсою Мірзи Фаталі Ахундова, в антрактах якого очікувався виступ Мірзи Садихова і відомого ханенде (виконавця мугамів) Мірзаєва. «Кавказький огляд», що виходив у Тифлісі, в рубриці «Театр і музика» писав про Садиха: 
|  | Гра його виразна, артистично точна і чарівно сильна. Не завадило б нашим Тифліським композиторам скористатися перебуванням Садихова в Тифлісі й у нього запозичити східні мотиви, які послужать їм хорошим матеріалом для нових композицій. |

За спогадами сучасників, більшу частину свого життя Мірза Садихов проводив у роз'їздах, беручи участь в урочистостях, що проходили на Кавказі, в Ірані, Середній Азії й Туреччині. У березні 1872 року з нагоди святкування Новруза його запросив посол Ірану в Росії в Санкт-Петербург, де він виступав з відомим ханенде Саттаром.
Відомо, що починаючи з XVIII століття в країнах Близького Сходу, зокрема й в Азербайджані, співакам і виконавцям, які здобули визнання і популярність у народі, давалося ім'я або псевдонім з використанням «джан» («душа»). Мірза Садихов також отримав ім'я — Садихджан. Таку честь, крім нього, мав лише один відомий співак — Абдул-Багі Зулалов, якого називали Бюльбюльджан.

### Орден «Ширі-Хуршид»
Спочатку Садихджан, супроводжуючи Гаджі Гусі, входив до тріо з ним і каманчистом Ата Багдагюл оглу. Пізніше він перейшов у тріо шушинського ханенде Мешаді Ісі. 1880 року він у складі цього тріо отримав запрошення до Тебриза на весілля Мозафереддіна Каджара Мірзи — сина Насреддін-шаха Каджара. На весіллі виступали й багато інших музикантів і співаків, однак Гаджі Гусі і Садиха визнали кращими ханенде і таристом і нагородили орденом «Ширі-Хуршид».
За відомостями автора опери «Харун аль-Рашида» і знавця азербайджанської музичної історії Агаларбека Алівердібекова, на весіллі Мозафереддіна Каджара один відомий тарист викликав Садихджана на музичну дуель. Він також заявив, що гарне виконання Мірзи Садиха пов'язане зі змінами на грифі інструменту, в ладовій системі тара. Садихджан прийняв виклик, але при цьому перерізав усі покажчики на шийці інструменту. Побачивши це, суперник відмовився від участі і поцілував пальці Мірзи Садиха.

### Ансамбль Садихджана
У 90-х роках XIX століття під керівництвом Садихджана в Шуші створено ансамбль, до складу якого входили відомі співаки та музиканти того часу. Серед них були Гаджі Гусі, Мешаді Ісі, Джаббар Кар'ягдиогли, Делі Ісмаїл, Ханлиг Шукур, Бюльбюльджан, Кечачіогли Мухаммед, тарист Тер-Вартанесов, Мешаді Зейнал та інші. В ансамблі брали участь і дві дівчини, які виконували азербайджанські, грузинські, вірменські танці, а також танець живота. Серед учасників був мютрюб Мірза Ісмаїл, який виконував важливу роль в ансамблі. Хоча це було необов'язковим для його амплуа, він був не тільки хорошим таристом, але також володів і прекрасним голосом. Серед музикантів ансамблю, крім азербайджанців, були грузини, вірмени і лезгини. Ансамбль виступав у концертних залах Шуші, Баку, Гянджі, Ашгабата, Тегерана, Стамбула, Дербента, Владикавказа, на музичних зібраннях Хуршидбану Натаван, Махмуда-аги, Мешаді Меліка, в садах Тифліса («Муштехід») і Ерівана («Хуррем»).
Садихджан виявив себе і як педагог. Серед його учнів були такі відомі музиканти, як Гурбан Піримов, Мешаді Зейнал, Арсен Ярамишев, Марді Джанібеков, Гамід Малібейлі, Татевос Артюнян, Мешаді Джаміль Аміров, Ширін Ахундов та інші.
Помер Садихджан 1902 року в Шуші, у віці 56 років.

## Техніка виконання
Садихджан свого часу був визнаний «першим таристом на всьому Кавказі». На думку заслуженого артиста Азербайджану Сахіба Пашазаде, «можливості його техніки виконання перевершують всі межі». З юних років Садихджан з великою завзятістю вивчав прийоми виконання. За композитором і музикознавцем Афрасіябом Бадалбейлі, він часом досягав різних звучань без використання правої руки (без мізраба), тільки пальцями лівої руки, вдаряючи ними особливим чином по струнах або притискаючи струни, тягнув їх уздовж ладів для подовження різних звуків, що нагадують глісандо. Крім цих, Мірза Садих створив такі прийоми виконання, як ефект «хун» (заснований на резонуванні всього корпусу тара, що отримується шляхом струшування грифа інструменту у відповідності з характером виконання), використання малого корпусу або притиснення струни до грифа тара, видобування звуків щипком догори для змінення тембру інструмента та інші.
Щоб зробити твердішими кінчики пальців лівої руки Мірза Садих змащував їх рідиною власного приготування, а також тримав їх над полум'ям свічки. Відомо, що використання мізраба призводить з часом до псування ладів. Щоб уникнути цього, Садих покривав їх особливим розчином.
Син організатора бакинського музичного зібрання Мешаді Меліка, відомий тарист і батько Бахрама Мансурова, Мешаді Сулейман Мансуров, вперше побачивши Мірзу Садиха в Тифлісі, згадував, що «його дивовижна гра на тарі мала якусь незрозумілу владу над людьми». Він віртуозно грав без мізраба, піднімаючи інструмент до підборіддя, а іноді грав, притуливши тар до шиї. Часом, подібно до ашугів, він піднімав тар над головою.
За свідченням очевидців, Садихджан зміг навчити дрозда декільком невеликим тесніф і пісням за допомогою гри на тарі. За розповіддю його учня Гурбана Піримова, Мірза Садих попросив його зловити солов'я з Гюлабли. Піримов разом з соловейком приніс дрозда. Одного разу, прийшовши до Садихджана знову, він побачив, що той поставив перед дроздом дзеркало, а сам з боку на тарі грає тесніф, схожий за звучанням зі співом дроздів на волі. Дрозд, бачачи відображення в дзеркалі, починає співати.

## Створення азербайджанського тара

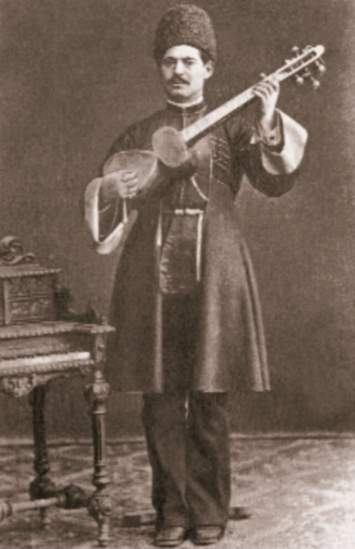
Садихджан з азербайджанським таром. Шуша. 1875 рік

В другій половині XIX століття виконавські можливості п'ятиструнного тара вже не задовольняли вимогам розвитку азербайджанського мугамного мистецтва, і виникла потреба докорінної реконструкції інструмента. Садихджан зробив низку вагомих і сміливих нововведень у техніку гри на тарі і будову інструмента. Це були корінні зміни в корпусі, струнах і ладах інструмента. Час показав, що це новаторство себе виправдало.
Корпус п'ятиструнного тара має великий об'єм, що не дозволяє піднімати його до грудей. На ньому грають, тримаючи на колінах, іноді використовують підставку для ніг. Довжина стандартного тара в Ірані 950 мм, найбільша ширина 250 мм, глибина 200 мм, довжина шийки 600 мм. Великі габарити зменшують можливості техніки виконання. Звучання ніжне і тихе.

### Струни
Садихджан спочатку збільшив число струн з 5 до 18, але потім зменшив їх кількість до 13 — знизу дві трихорні («кьок» — білі, жовті основні струни), в середині одинарна («бем кьок» — тонова товста струна червоного кольору, що використовується для насиченішого звучання, а також для акордів) та парна («дем» — основні струни для виконання мелодії) басові і на верхній стороні грифа дві парні дзвінкі («зенг сімлер», «джингене сімлер» — білі резонансні струни). Аликвотні струни (резонансні струни, що не використовуються під час виконання) — звучні та тональна, — додані Мірзою Садихом, зробили звучання тембрових ефектів інструменту багатшим і збільшили можливості техніки виконання. Завдяки цим струнам виникла особлива інтерпретація мугама на тарі. Під час супроводу ханенде аліквотні струни створюють за допомогою вібраційного ефекту «хун» органний пункт, роблячи мугамні мелодії різноманітнішими і яскравішими. Вони відіграють велику роль під час виконання складних творів, забезпечуючи досконалість звуку. Так, у процесі виконання мугамів, а також концертів і п'єс, написаних для тара, багатство звуку досягається завдяки саме цим струнам. В ході своєї роботи зі вдосконалення тара Садихджан використовував теоретичні знання музикознавців Сафіаддіна Урмаві і Мір Мохсуна Навваба. Після смерті Садихджана число струн було зменшено до 11.

### Корпус інструмента

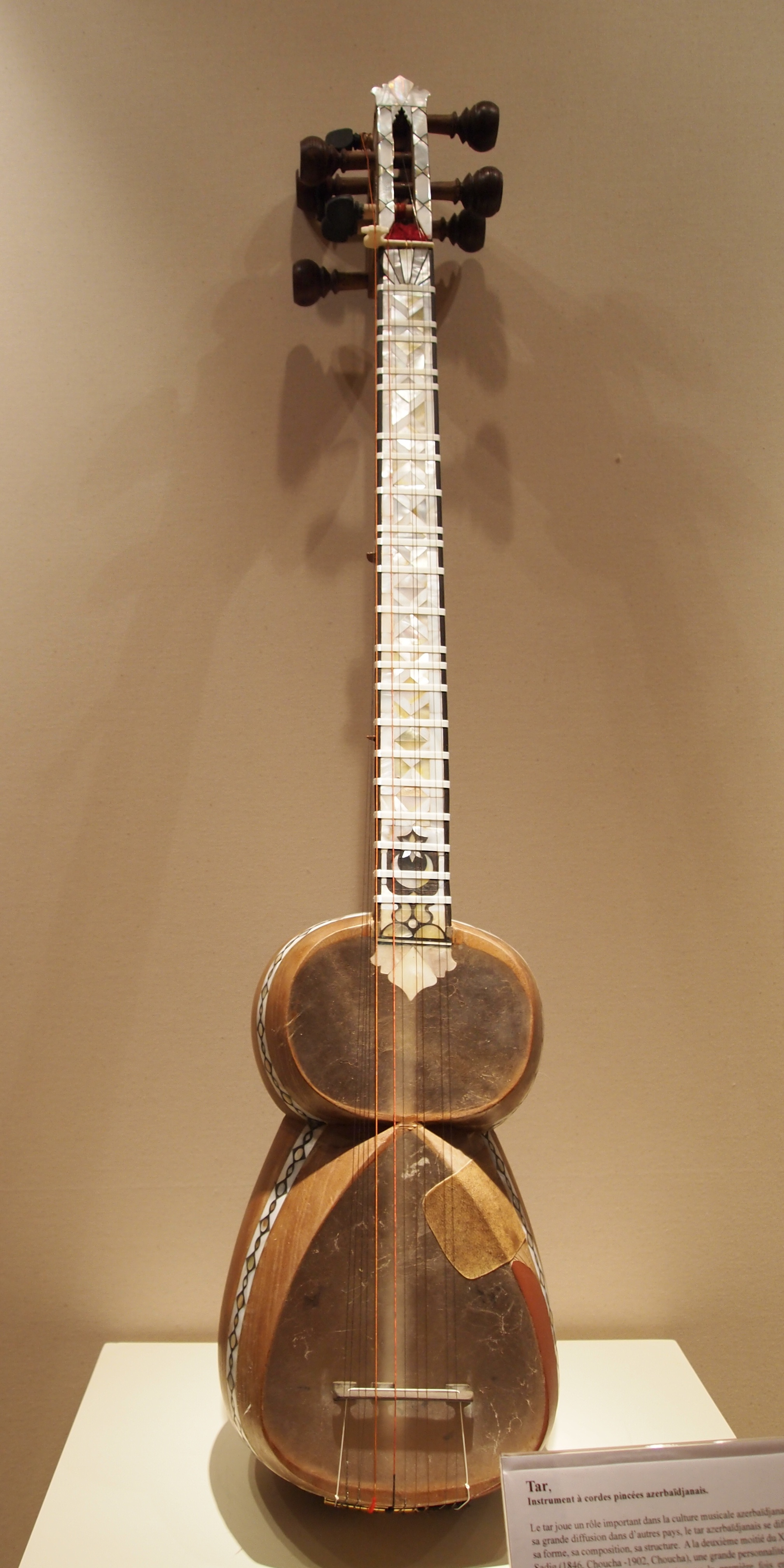
Азербайджанський тар на виставці, присвяченій азербайджанському мистецтву й ремеслу в музеї міста Коньяк

Спочатку двократне збільшення кількості струн стало причиною серйозних ускладнень. Додаткові струни призвели до викривлення шийки тара, що погіршувало звукову гармонію. Щоб уникнути цього, Садихджану довелося внести додаткові зміни в корпус інструмента. Зменшення товщини корпусу і випрямлення бічних сторін інструмента дало можливість розширити верхню частину корпусу і отримати сильніше звучання. Змінення великої і малої чаш корпусу збільшили фізико-акустичні можливості інструменту, створивши в тембрі звучання інструменту вібраційний ефект «хун». Так було досягнуто необхідної гармонії та удосконалено звукові можливості інструмента.
Щоб уникнути викривлення шийки, Мірза Садихов закріпив її на спеціальному виступі корпусу, а з внутрішньої сторони виступу встановив дерев'яну розпірку. Додана розпірка створила відсутній раніше в близькосхідних інструментах «коливально-вібраційний» ефект. Все це призвело до збільшення сили звучання інструменту і відбитого звуку, а також кращій відповідності ладів на шийці тара особливостям азербайджанської народної музики. Зменшення ваги інструмента дозволило тримати його біля грудей, що створило можливості для віртуозної гри.

### Система ладів
Садыхджан повністю змінив і систему ладів на шийці тара. Кількість ладів на шийці було зменшено з 27-28 до 22. Розташування самої системи і послідовність ладков регулювалися відповідно до ладів народної музики. Ця нова система, яка створила оригінальний звукоряд, дозволила азербайджанській професійної музиці, більшою мірою мугамному мистецтву, відмежуватися від системи звукоряду, що характеризує перську і арабську музику. В подальшому розвитку азербайджанської музики ця система ладів інструмента, в якій присутні темперований і нерівномірно темперований звукоряди, відіграє важливу роль. Якщо в п'ятиструнному тарі кожен цілий тон складається з трьох частин, то в модифікованому Садихджаном тарі він може ділитися на дві, три або чотири нерівні частини. Завдяки цьому досягається змінне число звуків в октавах. Ця система отримала ім'я Мірзи Садиха, але й зараз вона продовжує розвиватися і вдосконалюватися.
Садыхджан також вніс нововведення у вигляд інструменту, прикрасивши повністю шийку і верхню частину корпусу тара пластинками з перламутру. Для прикрашання інструмента також застосовувалося срібло і золото. Крім естетичної ролі візерунки, нанесені на лицьову сторону шийки, мають також і функціональну — є покажчиками розташування ладів на грифі.
Після змін, внесених Садихджаном, оновлений інструмент отримав назву «азербайджанський тар». У народі цей тар прозвали «чарівним таром», а Садихджана — «батьком тара».
На думку народного артиста Азербайджану, тариста Раміза Кулієва, без реконструкції Садихджана тар не міг би бути зарахований до сімейства класичних музичних інструментів і на ньому виконання творів азербайджанських та закордонних композиторів, таких як Моцарт, Бетховен, Чайковський, було б неможливим.
Після Садихджана удосконаленням тара займався Узеїр Гаджибеков. Азербайджанський тар дуже швидко став популярним в Іранському Азербайджані, Вірменії, Грузії, дещо пізніше в Дагестані, Туркменістані, Узбекистані, Таджикистані і Туреччині. У всіх перерахованих країнах грають на азербайджанському тарі — тарі Садихджана. Стару модель тара продовжують використовувати перські музиканти.

## Внесок в азербайджанську музику

Бюст Садыхджана у фойє Міжнародного центру мугама в Баку

Удосконалення тара відкрило нову сторінку в історії як самого інструмента, так і азербайджанського мугамного мистецтва в цілому. Змінені розташування ладів і в цілому будова інструмента вплинули на мугамну ладову систему. Це в свою чергу призвело до змін у мугамно-співочому мистецтві. Новий стиль інструментального виконання вплинув на саму манеру співу ханенде, оскільки його виконання завжди супроводжувалося таром і каманчею.
Садыхджан вніс значні нововведення й в азербайджанський мугам. Він удосконалив мугам «Сеґях», додавши до нього тони «Забула», а до мугама «Мірза Гусейн Сеґях» — тони мугама «Мухаліф». Значно поліпшив мугам «Махур». Деякі дані дозволяють говорити про нього і як про композитора. До мугамів «Орта Сеґях» і «Баяти Шираз» Мірза Садих написав інструментальні доповнення (рянг). Рянги досягли свого найвищого розвитку саме після проведеної Мірзою Садихом реконструкції інструменту. Садихджан і його учні стали авторами багатьох відомих зразків цього жанру, пізніше зарахованих до класичних. На думку мистецтвознавця Фікрета Абулгасимова, написані ним пісні, тесніфи, рянги, присвячені батьківщині, демонструють силу народної творчості, що ясно видно завдяки їх естетичній силі впливу і глибокій життєвості.
1897 року в Шуші Мірза Садих брав активну участь у постановці в релігійному стилі «Шябех» вистави «Лейлі і Меджнун» за поемою Фізулі, а також займався її музичним оформленням. Вистава ставилася на сцені театру Хандамірова за сценарієм письменника Абдуррагіма Ахвердова. Ансамбль Садихджана виконував композицію «Шебі-Хіджран» для хору. Через багато років Узеїр Гаджибеков, що співав у хорі цього спектаклю, згадував:
|  | Я почав роботу над оперою 1907 року; але у мене ця ідея виникла значно раніше, приблизно в 1897-1898 роках, коли я, бувши тринадцятирічною дитиною, в рідному місті Шуші побачив сценку «Меджнун над могилою Лейлі» у виконанні акторів-аматорів. Ця сценка мене так вразила, що приїхавши через кілька років до Баку, я вирішив написати щось подібне до опери. |

Садыхджан також відомий як творець декількох мугамів. До нього існував тільки один дастґях (найбільша мугамна форма) мугама «Махур», пізніше з'являються дві форми його виконання — «Махур-хінді» і «Орта Махур». Зі спогадів відомого виконавця мугама Джаббара Кар'ягдиогли:
|  | В другій половині XIX століття «Махур-хінді» створив відомий тарист Азербайджану Садихджан для співаків, що мають низкий голос. |

Поява в азербайджанській музиці таких мугамів як «Махур-хінді», «Орта Махур», «Забул Сеґях», «Харідж Сеґях», «Мірза Гусейн Сегґях», «Єтім Сеґях», «Чобан Баяти» пов'язане з творчістю Мірзи Садиха і азербайджанським таром. Композитор і музикознавець Афрасіяб Бадалбейлі, кажучи про нововведення, внесені в азербайджанську музику Садихджаном, писав, що «починаючи з Мірзи Садиха сутність мугамату, засоби його вираження, сила впливу і стиль виконання мугамату піднялися на новий щабель. Мірза Садих відкрив нову сторінку азербайджанської музики».
1901 року Садихджан був учасником першого Східного концерту, що проходив у Шуші, виконавши соло мугам «Махур».

## Пам'ять про музиканта

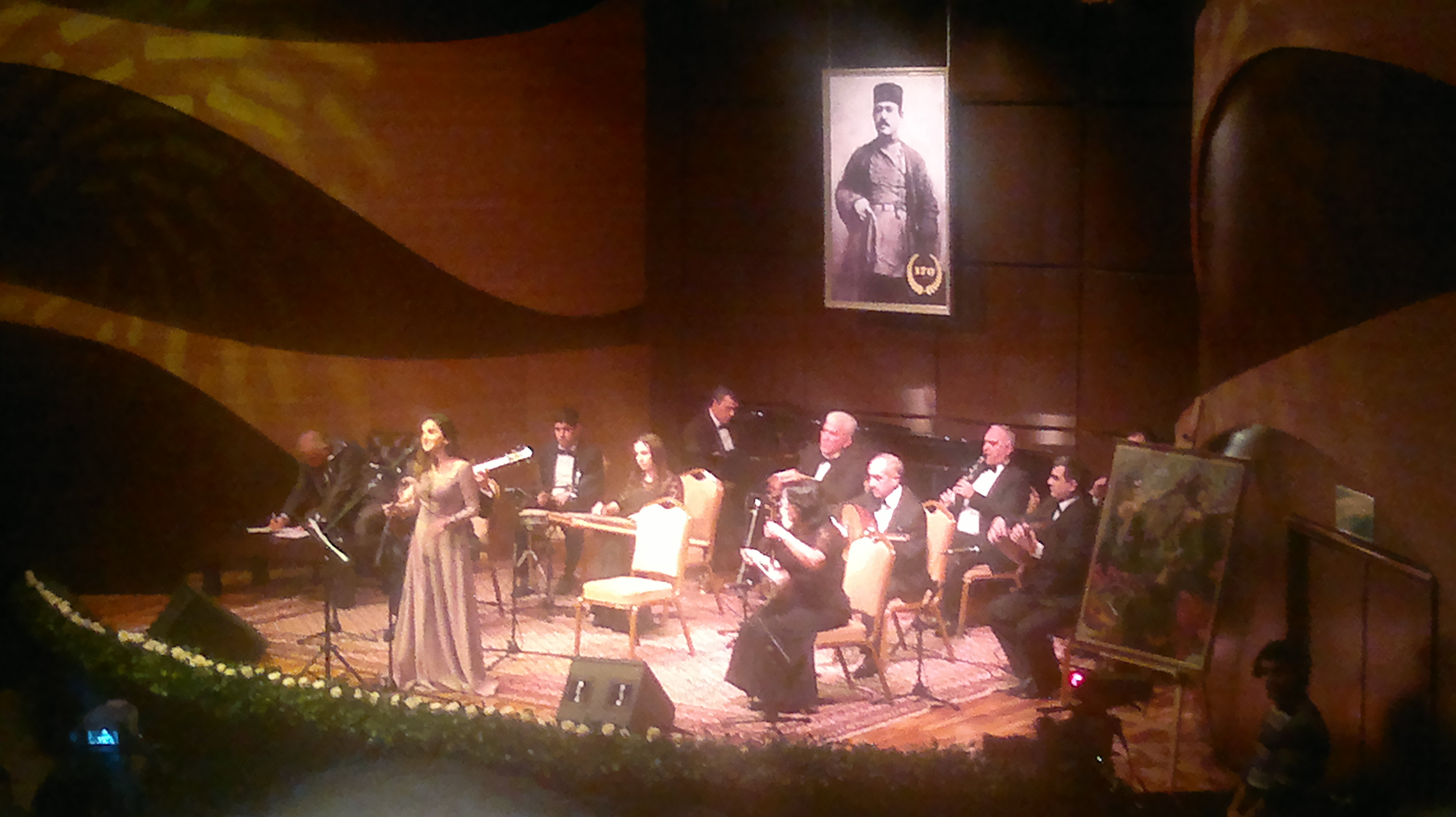
Концерт, присвячений 170-річчю Садихджана в Міжнародному центрі мугама в Баку

- До початку Карабаського конфлікту на стіні будинку Садихджана в Шуші знаходилася встановлена Міністерством культури Азербайджанської РСР меморіальна дошка[8].
- В столиці Азербайджану місті Баку, ім'ям Садихджана названо вулицю в Хатаїнському районі[41].
- Садихджану присвячена повість Ільяса Ефендієва «Оповідь про ханську дочки Гюльсанубер і тариста Садихджана»[42].
- В жовтні 1997 року в Азербайджанській державній музичній академії пройшов конкурс виконавців народних інструментів, присвячений 150-річчю Мірзи Садиха[43].
- 2005 року художник Байрам Гасимханлі[az] написав портрет Садихджана[44].
- 10 листопада 2006 року в Музеї музичної культури в Баку пройшов захід з нагоди 160-річчя Садихджана. Прозвучали твори у виконанні таристів, а також мугам «Ділкеш» у виконанні Мансума Ібрагімова і «Сеґях» у виконанні Таяра Байрамова[45][46].
- За ініціативою Національного архівного управління при Кабінеті Міністрів Азербайджанської Республіки, 2007 року вийшла в світ книга «Садихджан» заслуженого діяча мистецтв Азербайджану Фірудіна Шушинського, присвячена життю і творчості Мірзи Садиха[47].
- 22 листопада 2016 року в Міжнародному центрі мугама в Баку відбувся ювілейний вечір до 170-річчя з дня народження Садихджана. На вечорі під музику ансамблю «Хатіре» відомі музиканти виконали мугамні композиції, народні та авторські пісні[48].